# IC 1423
IC 1423 ist eine Balken-Spiralgalaxie vom Hubble-Typ SbB im Sternbild Pegasus am Nordsternhimmel. Sie ist schätzungsweise 374 Mio. Lichtjahre von der Milchstraße entfernt und hat einen Durchmesser von etwa 110.000 Lj.
Im selben Himmelsareal befindet sich u. a. die Galaxie IC 1418.
Das Objekt wurde am 9. Oktober 1891 von Stéphane Javelle entdeckt.